# Großsteingrab Sønderby Marker 2
Das Großsteingrab Sønderby Marker 2 ist eine megalithische Grabanlage der jungsteinzeitlichen Nordgruppe der Trichterbecherkultur im Kirchspiel Selsø in der dänischen Kommune Frederikssund.

## Lage
Das Grab liegt westlich von Hellesø auf einem Feld. In der näheren Umgebung gibt bzw. gab es zahlreiche weitere megalithische Grabanlagen.

## Forschungsgeschichte
In den Jahren 1873 und 1942 führten Mitarbeiter des Dänischen Nationalmuseums Dokumentationen der Fundstelle durch. Eine weitere Dokumentation erfolgte 1989 durch Mitarbeiter der Forst- und Naturbehörde.

## Beschreibung
Die Anlage besitzt eine runde Hügelschüttung, deren Durchmesser 1873 mit 13 m, 1942 hingegen mit 19 m angegeben wurde; die Höhe beträgt 1,5 m. Von der Umfassung sind noch neun Steine erhalten. Im Zentrum des Hügels liegt eine Grabkammer, die als Polygonaldolmen anzusprechen ist. Sie ist nordost-südwestlich orientiert und hat einen fünfeckigen Grundriss. Sie hat eine Länge von 2,5 m und eine Breite von 2,4 m. Die Kammer bestand ursprünglich aus fünf Wandsteinen, von denen einer fehlt. Die Wandsteine weisen mit der flachen Seite nach innen. Auf den erhaltenen Wandsteinen ruht ein Deckstein. An der Südostseite befindet sich der Zugang zur Kammer. Ihm ist ein nordwest-südöstlich orientierter Gang mit einer Länge von mindestens 4,4 m und einer Breite von 0,7 m vorgelagert. Vom Gang sind ein Wandsteinpaar und ein darauf ruhender Deckstein erhalten. Zwei weitere Wandsteine des Gangs sind 1871 entfernt worden.